# Semioptera wallacii
La paradisea di Wallace (Semioptera wallacii Gray, 1859) è un uccello passeriforme della famiglia Paradisaeidae: rappresenta l'unica specie in seno al genere Semioptera Gray, 1859.
La paradisea di Wallace rappresenta molto probabilmente la prima specie di uccello del paradiso con la quale gli europei siano venuti in contatto: le descrizioni fatte da Antonio Pigafetta degli uccelli donati nel dicembre del 1521 a Tidore dal re di Bacan a Magellano durante la sua circumnavigazione del globo per consegnarli al re di Spagna, infatti, coincidono in molti punti con l'aspetto di questi uccelli. Massimiliano Transilvano aggiunse che gli indigeni conoscevano tali uccelli come mamuco diata (storpiatura del giavanese manuk dewata e del malese manute-dewata), "uccelli degli dei", nome che diede origine al termine Manucodiata con cui erano conosciuti scientificamente tutti gli uccelli del paradiso e che persiste ancor oggi nel nome del genere Manucodia.
Nonostante ciò, la paradisea di Wallace venne descritta scientificamente solo nel 1858, dopodiché per altri 60 anni non sembrerebbero esserci stati altri avvistamenti o osservazioni di questi uccelli, e ancora fino al 1983 (quando le paradisee di Wallace vennero "riscoperte" e filmate per la prima volta) se ne contano meno di una decina.

## Etimologia
Il nome del genere, Semioptera, deriva dall'unione delle parole greche σημεῖον (simeion, "bandiera") e πτερόν (pterón, "ala"), in riferimento alle lunghe penne vibratili sul petto di questi uccelli. Il nome scientifico della specie, wallacii, venne scelto da Gray in onore di Alfred Russel Wallace, che proprio esplorando quegli angoli di Indonesia dove questi uccelli vivono formulò parallelamente a Darwin una propria teoria dell'evoluzione.

## Descrizione

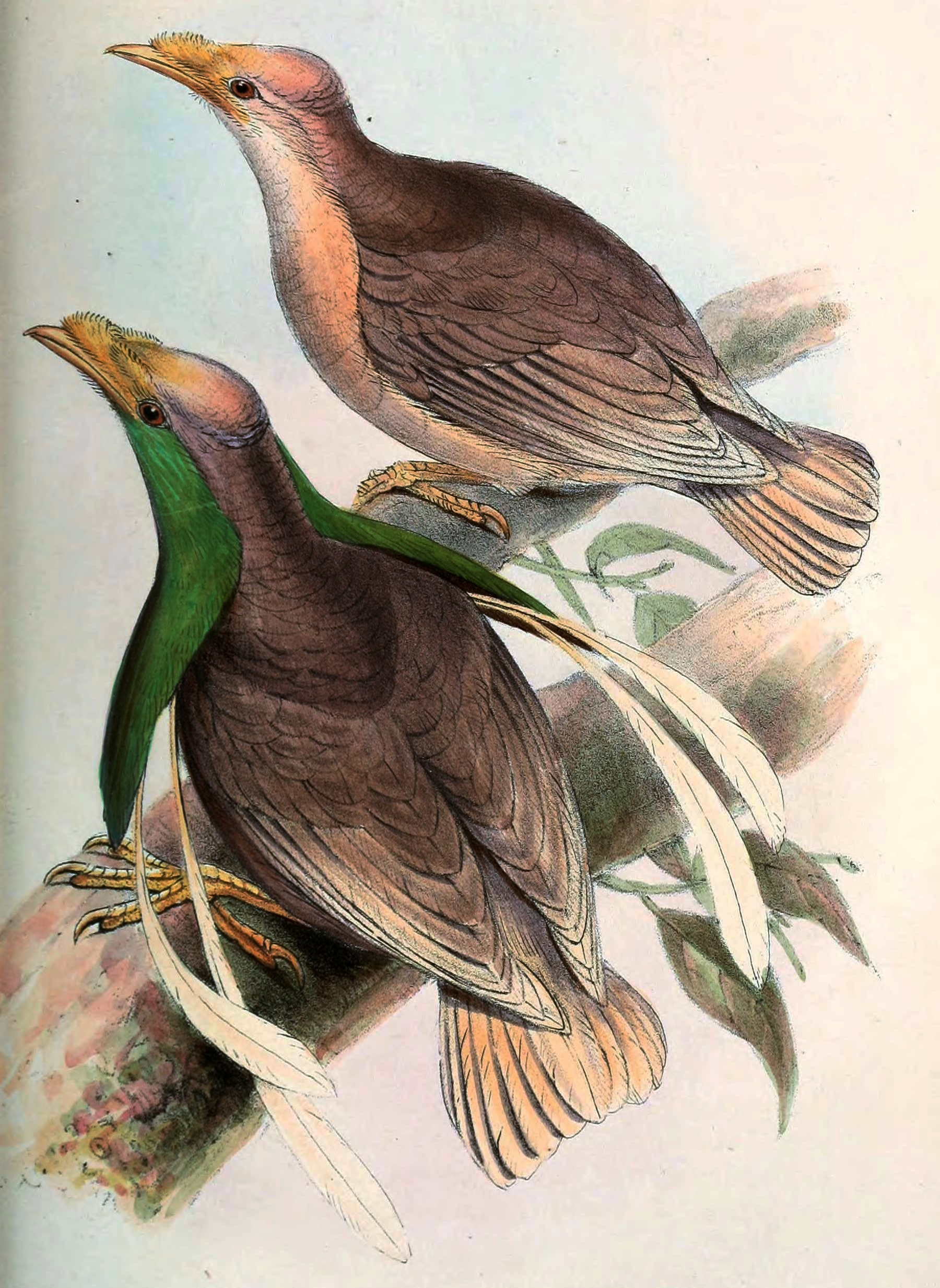
Illustrazione di una coppia: maschio a sinistra.

### Dimensioni
Misura 23–26 cm di lunghezza, per 126-174 g di peso: a parità d'età, i maschi sono più grossi e pesanti delle femmine, che però possiedono coda più lunga.

### Aspetto
L'aspetto complessivo della paradisea di Wallace ricorda molto quello di uno storno: la testa è allungata, il becco è forte e leggermente ricurvo verso il basso, con le piume che nella parte superiore ne ricoprono abbondantemente la base fin quasi a metà, la coda è corta e squadrata e le ali sono arrotondate.

Il piumaggio è bruno-grigiastro su tutto il corpo in ambedue i sessi, più carico su dorso e ali e più chiaro su faccia e gola. Nel maschio il petto e le spalle sono di colore verde iridescente, con le penne che si allungano verso i due lati del petto a formare due ciuffi triangolari erettili rivolti verso il basso: alla base delle ali il maschio presenta inoltre due coppie (una per lato) di penne filamentose e orientabili di colore bianco. In ambedue i sessi gli occhi sono di colore bruno, le zampe sono gialle ed il becco è di color avorio.

## Biologia
Si tratta di uccelli diurni e solitari, che si muovono perlopiù nell'alto della canopia e passano la maggior parte del tempo alla ricerca di cibo: ne è stato ipotizzato un comportamento sociale più evoluto rispetto ad altre specie di uccelli del paradiso, con parate fra esemplari dello stesso sesso atte a delimitare e proteggere un territorio o a stabilire la gerarchia di fruizione di un sito di approvvigionamento di cibo, tuttavia mancano supporti scientifici al riguardo.

### Alimentazione
La paradisea di Wallace è un uccello dalla dieta essenzialmente frugivora, tuttavia una buona percentuale della dieta di questi uccelli si compone anche di insetti ed altri piccoli invertebrati.

### Riproduzione

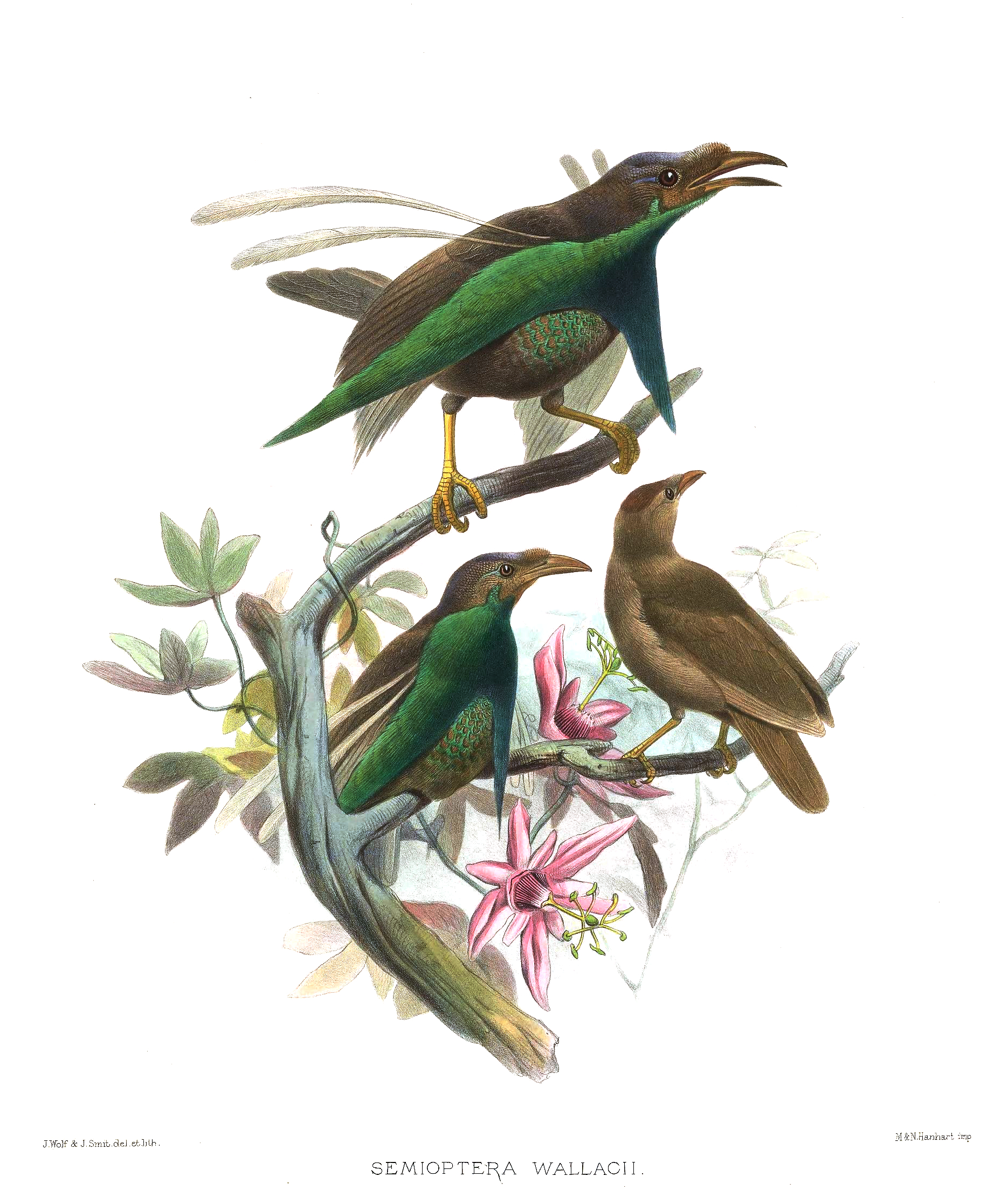
Scena di corteggiamento in un'illustrazione di Elliot.

Questi uccelli sono poliginici, la cui stagione riproduttiva si estende fra marzo e dicembre: il corteggiamento della paradisea di Wallace è altamente elaborato e si svolge secondo la classica formula del lek, dove più maschi competono in apposite arene, al fine di attrarre a sé il maggior numero di femmine possibile con le quali accoppiarsi.
Nel caso della paradisea di Wallace, le esibizioni dei maschi non sono individuali (come avviene praticamente in tutti gli altri uccelli del paradiso), ma coinvolgono gruppi di pretendenti. Essi si dispongono su vari posatoi fra gli alberi attorno a un'arena collettiva, dai quali richiamano le femmine con appositi richiami: una volta raggiunti da una o più aspiranti partner, tenendo le ali aperte, emettendo versi gracchianti e muovendo freneticamente le quattro penne allungate ai lati del petto, essi si avvicinano gli uni agli altri, facendo sempre ritorno al proprio posatoio, per poi uno alla volta "paracadutarsi" in corti voli ascendenti ai quali seguono posture statiche con ali e penne allungate vibranti.
Dopo l'accoppiamento, i maschi ritornano ad esibirsi, mentre le femmine si occupano in completa solitudine ed autonomia della costruzione del nido, della cova e delle cure parentali nei confronti dei nidiacei, ciechi ed implumi alla schiusa, fino al sopraggiungimento dell'indipendenza.

## Distribuzione e habitat
La paradisea di Wallace rappresenta una delle pochissime specie della sua famiglia (assieme a due specie di uccello fucile ed al corvo del paradiso) a non essere diffusa in Nuova Guinea: questi uccelli, infatti, sono endemici delle isole di Halmahera, Bacan e Kasiruta, nelle Molucche settentrionali, dove popolano le zone di foresta pluviale primaria e secondaria fino a un migliaio di metri di quota.

## Tassonomia
Se ne riconoscono due sottospecie:

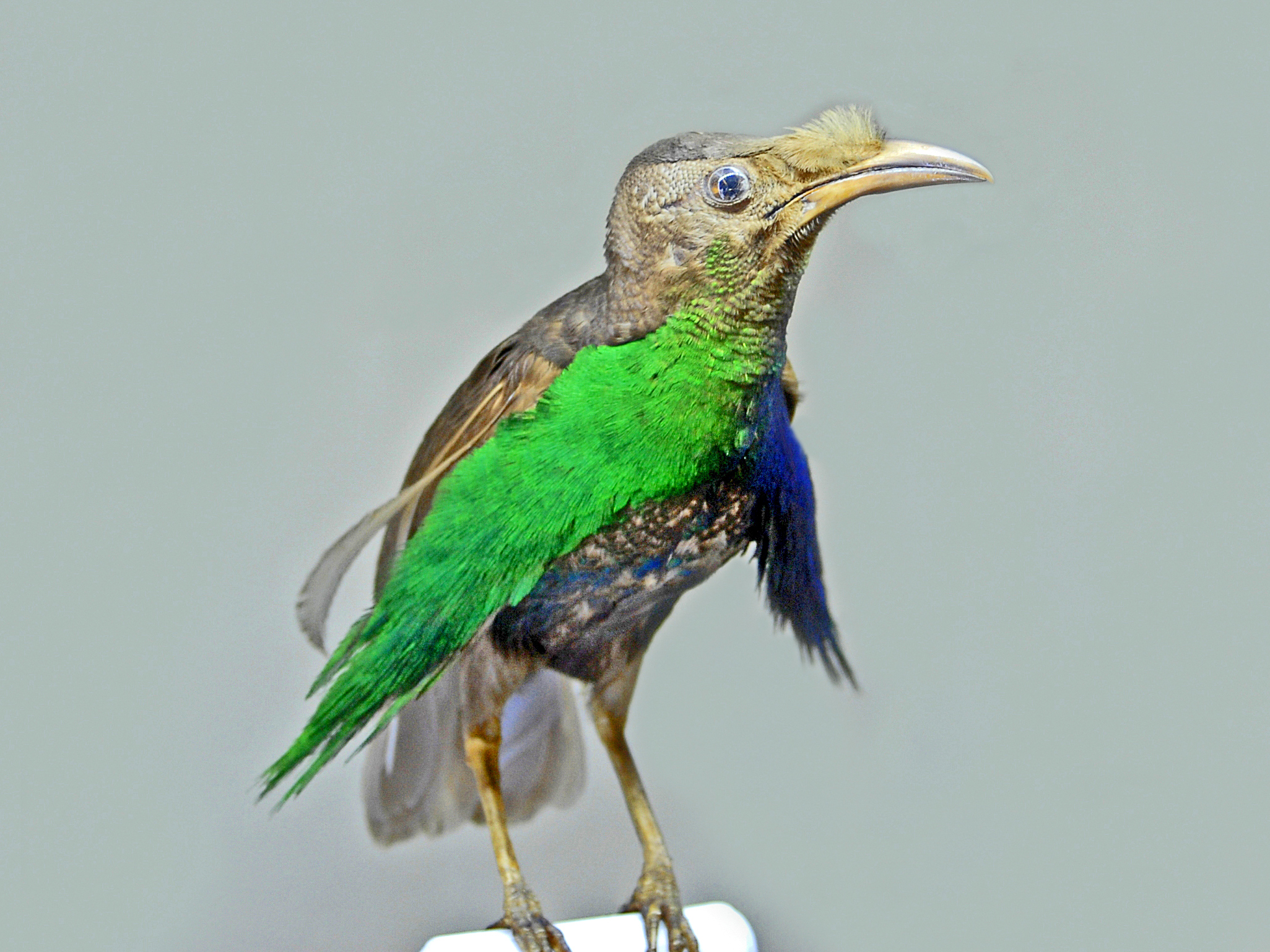
Maschio della sottospecie nominale.

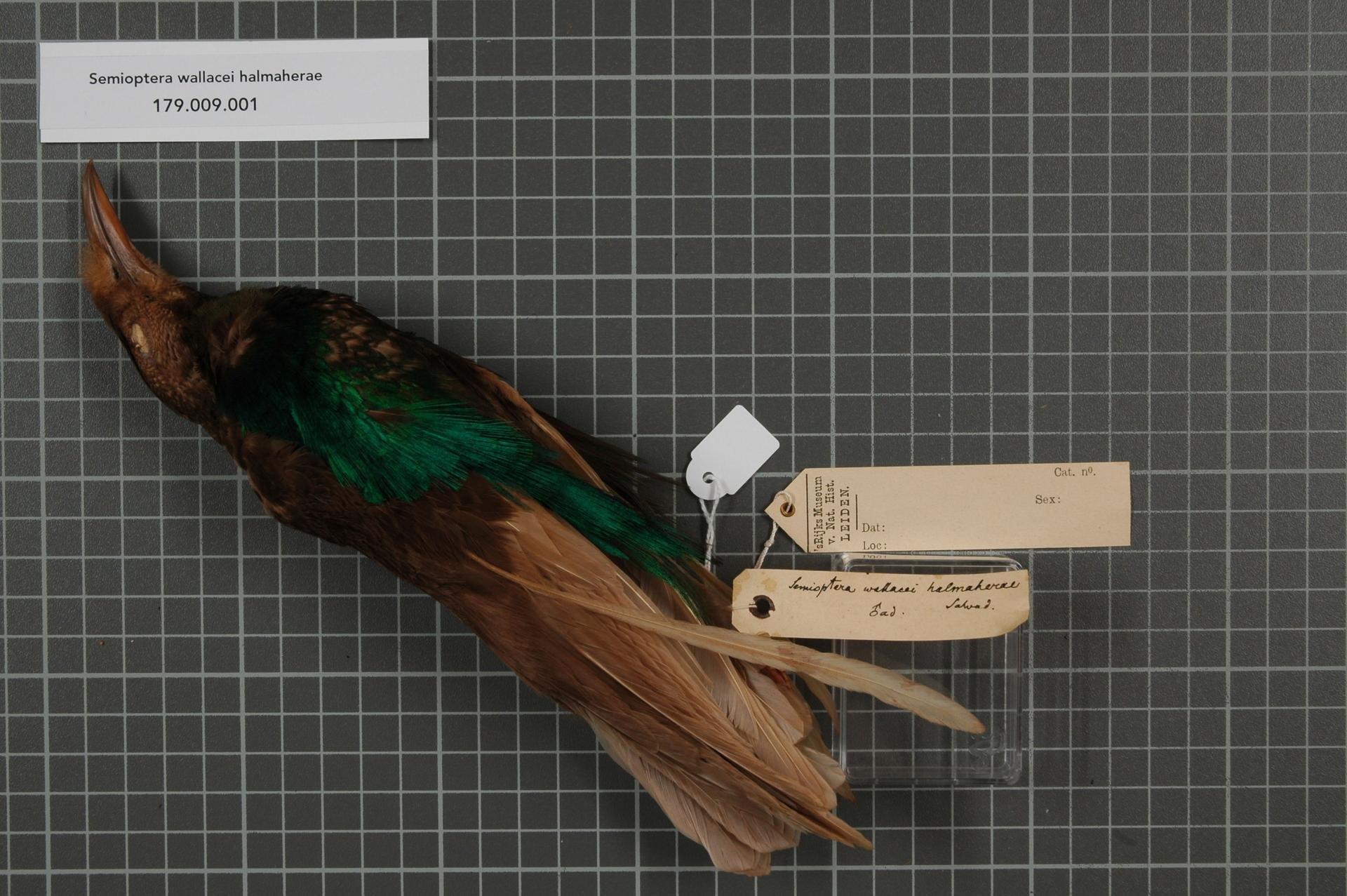
maschio della sottospecie halmaherae.

- Semioptera wallacii wallacii, la sottospecie nominale, diffusa sull'isola di Bacan;
- Semioptera wallacii halmaherae Salvadori, 1881, diffusa su Halmahera.

La popolazione dell'isola di Kasiruta, normalmente ascritta alla sottospecie nominale, potrebbe rappresentare una sottospecie separata.
Le paradisee di Wallace occupano un proprio genere monotipico, Semioptera, che appare filogeneticamente molto vicino al clade Ptiloris-Lophorina.